# Protestas en el Norte de Kosovo de 2021
Las protestas en el Norte de Kosovo de 2021 están siendo una serie de protestas de los serbios de Kosovo del Norte contra el gobierno de Kosovo que comenzaron el 20 de septiembre de 2021, provocadas por la decisión del gobierno de prohibir las placas de matrícula serbias. La prohibición significa que las personas que poseen vehículos con matrículas serbias en Kosovo tienen que cambiar por matrículas kosovares en un centro de registro de vehículos del gobierno kosovar. La prohibición tiene la intención de reflejar la prohibición de las matrículas de Kosovo en Serbia. 
La Republica de Serbia no reconoce a la Independencia de Kosovo y considera que la frontera entre Kosovo y Serbia es solo temporal. Las protestas han empeorado las relaciones entre Serbia y Kosovo, que venían mejorando debido a una serie de acuerdos. Como resultado de estos hechos, las Fuerzas Armadas de Serbia están más preparadas para el combate. Ambas partes se han acusado mutuamente de una gran extralimitación. Las potencias internacionales han pedido una reducción de la escalada, con Rusia criticando a Kosovo. El 30 de septiembre de 2021, se llegó a un acuerdo para poner fin a la prohibición a partir del 4 de octubre de 2021. Las matrículas kosovares en Serbia y las matrículas serbias en Kosovo tendrán sus símbolos nacionales cubiertos con calcomanías.

## Antecedentes
Kosovo del Norte es de mayoría serbia y ha sido una región opuesta a un Kosovo independiente, con frecuentes protestas desde el 17 de febrero de 2008, dia que Kosovo declaro su Independencia. Esta área, no ha reconocido al Gobierno de Kosovo y ha actuado de forma independiente hasta el Acuerdo de Bruselas de 2013. Según el Acuerdo de Bruselas, en 2016 se iba a formar la Comunidad de Municipios Serbios. La Comunidad sería una asociación autónoma de municipios con mayoría serbia en Kosovo. A partir de 2021, aún no se ha formado, debido a que el Gobierno de Kosovo congeló el Acuerdo de Bruselas y su Tribunal Constitucional declaró que algunas partes del acuerdo eran inconstitucionales.
Hasta 2011, Serbia emitió placas de matrícula serbias para las ciudades del norte de Kosovo. En 2011, Serbia acordó dejar de emitir estas placas y que deberían cambiarse por las placas de la República de Kosovo (RKS) o las placas neutrales de Kosovo (KS). Serbia ha permitido las placas KS en su territorio, pero no las placas RKS. El acuerdo duró 5 años hasta 2016, cuando se esperaba que se encontrara una mejor solución. Los mismos términos se renovaron el 14 de septiembre de 2016 y fueron válidos hasta el 14 de septiembre de 2021. Después del 14 de septiembre de 2021, las condiciones siguieron siendo las mismas, pero el 20 de septiembre de 2021 se prohibió en Kosovo las placas serbias.
El motivo del Gobierno de Kosovo en la prohibición ha sido reflejar esta política similar del Gobierno de Serbia: las placas de la República de Kosovo han sido prohibidas desde que Kosovo declaró su independencia. A los vehículos con matrículas serbias en Kosovo se les debe retirar, a partir del 29 de septiembre de 2021, sus matrículas serbias y cambiarlas por matrículas kosovares en un centro de registro de vehículos del gobierno. Los conductores que visitan el país con placas serbias deben obtener placas temporales. Las placas temporales cuestan un impuesto de 5 euros (valor de 2021) y tienen una validez de 60 días. Según se informa, la prohibición afectará a unos 9,500 vehículos en el norte de Kosovo, que ahora tendrán que llevar placas permanentes de Kosovo. Se suponía que esto se haría después del acuerdo de 2011, pero no se intentó hacer cumplir.

## Protestas
Las protestas organizadas por los serbios de Kosovo contra el Gobierno de Kosovo comenzaron el 20 de septiembre de 2021. El mismo día, más de 20 vehículos de la Policía de Kosovo, de los cuales más de 10 están blindados, llegaron al lugar de las protestas. Cientos de personas de etnia serbia local han estado protestando a diario. Están bloqueando las carreteras que conducen a los dos cruces fronterizos con Serbia en el norte de Kosovo, cerca de Jarinje y Brnjak, con vehículos y barricadas reforzadas con grava. Las protestas han sido en su mayoría tranquilas. Sin embargo, el 25 de septiembre de 2021, dos centros de registro de vehículos del gobierno en Zvečan y Zubin Potok fueron atacados por incendio premeditado y supuestamente con granadas de mano que no explotaron.
El 23 de septiembre de 2021, la Policía de Kosovo fue acusada de herir a tres personas ajenas a las protestas, dos de gravedad, que ahora se encuentran en el hospital. Kosovo ha negado su participación y dice que es "desinformación".

## Reacciones gubernamentales
La decisión de prohibir las matrículas serbias y las protestas en curso llevaron a las Fuerzas Armadas serbias a aumentar la preparación para el combate de sus tropas en la frontera con Kosovo.
El ejército Serbio comenzó a transportar equipo militar a la zona fronteriza, incluidos sus aviones de combate y helicópteros, el 26 de septiembre de 2021.
El Primer Ministro de Kosovo, Albin Kurti, ha acusado a Serbia de "incitar y apoyar" los ataques contra edificios gubernamentales, que fueron descritos por el Ministerio del Interior de Kosovo como "que tienen elementos terroristas", así como de "explotar a los ciudadanos de Kosovo para provocar una grave conflicto internacional ". El presidente de Serbia, Aleksandar Vučić, describió la prohibición de las placas de Kosovo como una "acción criminal". Hizo que la retirada de la policía especial de Kosovo ROSA fuera una condición para iniciar negociaciones mediadas por la UE para resolver la disputa.

## Reacciones Internacionales
El 26 de septiembre de 2021, diplomáticos rusos con el ministro de Defensa serbio, Nebojša Stefanović, visitaron una inspección de las fuerzas serbias en la base militar de Rudnica. Rudnica se encuentra a pocos kilómetros de la frontera entre Kosovo y Serbia. Rusia desplegará fuerzas de defensa aérea en Serbia para ejercicios militares conjuntos que se llevarán a cabo en octubre. El 27 de septiembre de 2021, la fuerza internacional de mantenimiento de la paz dirigida por la OTAN en Kosovo, la Fuerza de Kosovo, aumentó la cantidad y la duración de sus patrullas. El aumento es más notable cerca de los cruces fronterizos, moviendo vehículos blindados cerca de los bloques fronterizos de los manifestantes.
El Alto Representante de la Unión Europea para Asuntos Exteriores, el Secretario General de la OTAN y el Presidente del Consejo Europeo pidieron a ambas partes que redujeran la tensión y se sentaran en conversaciones tras el aumento de las tensiones. El 27 de septiembre de 2021, la portavoz del Ministerio de Relaciones Exteriores de Rusia, Maria Zakharova, criticó la conducta de Kosovo. Ha pedido la retirada de las fuerzas militares de la OTAN y de la misión de la UE, así como del personal de seguridad de Kosovo, para "evitar la escalada". El 27 de septiembre de 2021, la Embajada de Rusia en Serbia aprobó la conducta del Gobierno de Serbia en las tensiones, diciendo que Serbia "está mostrando la mayor responsabilidad y moderación". Rusia ha calificado las acciones de Kosovo de "provocadoras".

## Acuerdo
Según el acuerdo entre Kosovo y Serbia mediado por la Unión Europea en Bruselas, alcanzado el 30 de septiembre de 2021, la policía kosovar se retirará a partir de las 08:00 hora local del 2 de octubre de 2021 y finalizará a las 16:00 horas. Junto con esto, también se eliminarán las barricadas levantadas por los manifestantes. En su lugar se ubicarán representantes de la KFOR, la fuerza de la OTAN responsable de la seguridad de Kosovo desde 1999, para mantener la libertad de movimiento durante dos semanas. El acuerdo pretende ser una solución temporal. La solución es cubrir los símbolos nacionales de Kosovo en las placas de matrícula de Kosovo en Serbia, así como cubrir los símbolos nacionales de Serbia en las placas de matrícula de Serbia en Kosovo con una pegatina. Se formará un grupo de trabajo que se reunirá el 21 de octubre de 2021 en Bruselas por primera vez para encontrar una solución permanente de acuerdo con las normas de la UE.

#### Fin de la crisis
Finalización de la crisis de las matrículas entre Kosovo y Serbia gracias a las calcomanias.El tráfico en los pasos fronterizos de Jarinje y Brnjak ha quedado totalmente restablecido al ponerse en práctica el acuerdo alcanzado por mediación de la Unión Europea. A partir de ahora los vehículos de ambos territorios tendrán que cubrir sus distintivos nacionales de las matrículas con adhesivos del que visiten y la misión KFOR vigilarán la libertad de movimientos hasta mediados de mes octubre 2021 en la frontera de ambas regiones.